# Сердика (фортеця)
Сердика (лат. Serdica) — стародавнє місто у Фракії. Сердика — Середець — античне і середньовічне укріплене місто у центрі міста Софія, столиці Болгарії.
Розкрито та експоновано Ротонду Святого Георгія IV століття із залишками палацу імператора Костянтина І Великого та античну вулицю;
Східну фортечну браму; руїни кріпосного бастіону поблизу Сердикійського термального мінерального джерела;
сімейний паракліс Святого Миколая зі стінами палацу Севастократора Калояна (13 ст);
церква Святої Петки (Параскеви) стара 1241;
церква Святого Спаса;
пізньосередньовічна Церква Святої Петки Самарджійської тощо.

## Історія
Поселення фракійського племені сердів, що виникло біля Сердикійського термального мінерального джерела, одного з багатьох у Софійській улоговині в VIII столітті до н. е. , археологічно простежено до неолітичної стоянки близько VI століття до Р. Х. завойовано одрисами, царство яких підкорили македоняни за царя Филипа II.
Назва Сердика (Serdica) присвоєно місту римлянами, після завоювання в 29 році у одрисів, мабуть, протиставляючи їх історичним домаганням спогад про стародавніх сердів.
Імператор Траян (98-117) дарував місту права римського громадянства (муніципій Ульпія Сердика (Ulpia Serdica), на ім'я Траяна Ульпій).
Ставши центром римської провінції Нижня Дакія, згодом Фракії (з 395 року у складі Східної Римської імперії — Візантії), Сердика протягом II століття сильно виросла у «велике і неприступне» (за свідченням Амміана Марцелліна, 357 рік) місто, улюблену резиденцію (306—337). («Сердика — це мій Рим»).
Тут в 343 році у соборі св. Софії відбувся Сардикійський собор.
В V—VI століттях в епоху Великого переселення народів місто переживає нашестя готів та інших варварських племен, був захоплений гунами Аттили.
При імператорі Юстиніані (527—565) місто відроджується як важливий адміністративний центр і потужна фортеця під назвою Тріадиця. Єпископська кафедра (з часів імператора Костянтина) підпорядкована архієпископу міста Юстиніана Прима.
Під час Болгаро-візантійської війни (807—815) хан болгар Крум в 809 році геніальною військовою тактикою захопив місто.
Місто стало прикордонною болгарською фортецею Средець (лат. Serdica → ст.-слав. Срѣдьць).

## Архітектура
За масштабами місто було невелике, але чудове за своїм містобудівним планом і архітектурою. У римський період у місті були споруджені вежі, фортечні мури, терми, адміністративні та культові будівлі, цивільна базиліка та булевтеріон (великий амфітеатр).
У візантійську епоху була реставрована римська ротонда, згодом перетворена на ранньохристиянський храм — церкву Святого Георгія.